# Jadwiga Kaliszewska
Jadwiga Kaliszewska (ur. 15 września 1936 w Warszawie, zm. 18 marca 2012 w Poznaniu) – polska skrzypaczka i pedagog.

## Życiorys
W 1959 ukończyła studia muzyczne w Państwowej Wyższej Szkole Muzycznej w Krakowie w klasie prof. Eugenii Umińskiej. W latach 1958–1961 była nauczycielką w liceum muzycznym w Krakowie. W 1961 roku została pierwszym w dziejach szkoły asystentem w Państwowej Wyższej Szkole Muzycznej w Poznaniu (dziś: Akademia Muzyczna im. I.J. Paderewskiego w Poznaniu). W 1962 zdobyła wyróżnienie na Konkursie Skrzypcowym im. H. Wieniawskiego w Poznaniu. W 1965 r. brała udział w międzynarodowych kursach gry skrzypcowej w Weimarze.
Była profesorem w Akademii Muzycznej w Poznaniu. W 1990 była inicjatorką powstania tzw. Szkoły Talentów w Poznaniu przeznaczonej dla wyjątkowo uzdolnionej młodzieży (18 marca 2013 nadano tej placówce imię Jadwigi Kaliszewskiej - w miejsce Henryka Wieniawskiego). Jej uczniowie i studenci to m.in. Bartosz Bryła, Jakub Haufa, Bartłomiej Nizioł, Anna Reszniak, Jarosław Nadrzycki, Piotr Milewski. Wielu z nich zdobywało nagrody na krajowych i międzynarodowych konkursach skrzypcowych. Często była zapraszana do obradowania w jury w ogólnopolskich i międzynarodowych konkursach skrzypcowych.
Jadwiga Kaliszewska miała w swoim dorobku nagrania płytowe, radiowe i telewizyjne. Bywa także jurorem na konkursach skrzypcowych i lutniczych, w kraju i za granicą. Do 2001 roku regularnie uczestniczyła w pracach jury Konkursu Skrzypcowego im. H. Wieniawskiego. W ciągu wielu lat grała również w zespole muzyki dawnej działającym przy poznańskim Muzeum Instrumentów Muzycznych.
W 1970 otrzymała Odznakę Honorową Miasta Poznania. 10 października 2007 otrzymała tytuł doktora honoris causa Akademii Muzycznej w Poznaniu. W 2010 została wyróżniony przez poznańskie Towarzystwo im. Hipolita Cegielskiego statuetką Złotego Hipolita.
Była prezesem Towarzystwa Muzycznego im. Henryka Wieniawskiego w Poznaniu.
Zmarła 18 marca 2012 po krótkiej chorobie.